# Rychlé čipy
Rychlé čipy je 25. díl 6. řady amerického animovaného seriálu Futurama. Ve Spojených státech měl premiéru 1. září 2011 na stanici Comedy Central a v Česku byl poprvé vysílán 29. března 2012 na Prima Cool.

## Děj
Cubert Farnsworth, Fry a Bender spolu hrají videohru, ale Bender má příliš pomalé reakce. Cubert se jej rozhodne přeprogramovat a tím také jeho reakce zrychlit. O tom se dozví Máma, která nechá Cuberta i profesora Farnsworthse zatknout. Bender se mezitím ještě jednou přeprogramuje a vloží do sebe několik dalších procesorů, čímž zrychlí a zdokonalí své myšlení na ještě vyšší úroveň. Cubert je následně soudem označen za vinného a Planet Express je pod pokutou povinen Bendera přednést před soud, avšak nikdo nemá tušení, kde je. Leela se kvůli tomu, že Planet Expressu hrozí bankrot, rozhodne odejít pryč. Fry se jde podívat k vodní elektrárně, kde narazí na Bendera, který mu poví, že překročil existenční singularitu a celý vesmír se tak stal jeho procesorem. Bender se zjeví v soudní síni, díky čemuž Máma stáhne obžalobu, avšak Bendera odevde a resetuje mu tovární nastavení, čímž ho zbaví všech jeho přidaných schopností. Leela se následně vrátí za ostatními a Bender jí a Fryovi dá přečíst předpověď jejich společné budoucnosti, kterou napsal, když měl ještě své schopnosti.

## Kritika
Premiérové vysílání dílu sledovalo 1 571 milionů diváků.
Od kritiků díl obdržel převážně pozitivní recenze. Zack Handlen z The A.V. Club díl hodnotil kladně a uvedl, že měl „spoustu skvělých okamžiků“, a pochválil také, že se týkal vztahových problémů Frye a Leely. Poznamenal však, že díl „nedrží dobře pohromadě“. „Ve třetím dějství se příběh na chvíli ztratí a následně vyvrcholí v soudní síni, což mi moc nedává smysl,“. Dal dílu celkové hodnocení B+.
Robert Canning z IGN díl ohodnotil 7 body z 10 a řekl, že díl byl „nerovnoměrný“ a že „některé části do něj nepasovaly“. Cítil také, že „zápletka o Benderově přeprogramování nebyla plně využita“.